# Stazione di Monticchio
La stazione di Monticchio è una stazione ferroviaria ubicata lungo la linea Avellino-Rocchetta Sant'Antonio. Serve i centri abitati di Monticchio (e gli omonimi laghi) e Rionero in Vulture, da cui dista rispettivamente 10 e 19 km.

## Storia
La stazione venne attivata insieme alla parte centrale della ferrovia da Paternopoli a Monteverde il 27 ottobre 1895. Aveva un discreto traffico viaggiatori e merci, diminuito con l'avvento del trasporto su gomma.
Nel 1987 divenne impresenziata e nel 1997 venne soppressa. L'esercizio ferroviario sulla linea è stato sospeso il 12 dicembre 2010, e riattivato a partire dal 2016 per soli treni turistici, alcuni dei quali hanno anche servito la stazione di Monticchio.

## Strutture e impianti
La fermata è dotata di 2 binari passanti dotati di marciapiede e sovrappassaggio per il servizio passeggeri ed un binario tronco per l’ex scalo merci.
A seguito del terremoto del 1980, che sconvolse le zone dell'Irpinia, il fabbricato viaggiatori, danneggiato, venne sostituito con una struttura prefabbricata ancora oggi visibile, mentre lo scalo merci venne dismesso.